# Segunda Categoría de Pichincha 2022
El Campeonato Provincial de Segunda Categoría de Pichincha 2022 fue un torneo de fútbol en Ecuador en el cual compitieron equipos de la provincia de Pichincha. El torneo fue organizado por la Asociación de Fútbol No Amateur de Pichincha (AFNA) y avalado por la Federación Ecuatoriana de Fútbol. El torneo inició el 9 de abril y finalizó el 28 de agosto. Participaron 15 clubes de fútbol y entregó cinco cupos a la fase de play-offs del Ascenso Nacional 2022, además el campeón provincial clasificó a la primera fase de la Copa Ecuador 2023.
El campeón defensor fue el Club Deportivo Mayor Pedro Traversari, más conocido como Aampetra, que ganó su primer título la temporada pasada. De manera consecutiva, Aampetra logró el título y se coronó como bicampeón del fútbol de Segunda Categoría de Pichincha.

## Sistema de campeonato
El sistema de juego determinado por la Asociación de Fútbol No Amateur de Pichincha fue el siguiente:
- Primera fase: Los 15 equipos fueron divididos en tres grupos de cinco clubes cada uno por sorteo realizado el 22 de marzo, se jugó todos contra todos en ida y vuelta (10 fechas), en cada grupo los dos primeros equipos avanzaron a la siguiente fase.[6]

- Hexagonal final: Se jugó con los seis equipos clasificados de la fase anterior, fue todos contra todos en ida y vuelta (10 fechas) donde el club que terminó primero fue declarado campeón, el que terminó segundo fue subcampeón; estos dos equipos clasificaron a los play-offs del Ascenso Nacional 2022 al igual que los equipos que finalizaron en el tercer, cuarto y quinto puesto, además el campeón clasificó a la Copa Ecuador 2023.[5]

En cada fecha de la primera etapa del torneo se transmitió por señal abierta dos partidos en vivo, por Ecuador TV.
En cada fecha del hexagonal final del torneo se transmitió por señal abierta un partido en vivo, por Gamavisión.

## Ascensos
| Pos. | Ascendidos del Ascenso Pichincha |
| ---- | -------------------------------- |
| 1.ª  | Cumbre Alta                      |
| 2.ª  | Real Puerto Quito                |

## Equipos participantes
| Equipos participantes                 | Equipos participantes   | Equipos participantes                                 |
| ------------------------------------- | ----------------------- | ----------------------------------------------------- |
|                                       |                         |                                                       |
| Equipo                                | Ciudad                  | Estadio                                               |
| Club Deportivo Meridiano              | Quito (Pomasqui)        | Estadio de la Liga Parroquial de Pomasqui             |
| Sociedad Deportiva Rayo               | Cayambe                 | Estadio Olímpico Guillermo Albornoz                   |
| Sociedad Deportivo Quito              | Quito                   | Estadio Olímpico Atahualpa                            |
| Club General Miguel Iturralde         | Quito (Calderón)        | Estadio de la Liga Parroquial de Calderón             |
| Club Deportivo Mayor Pedro Traversari | Quito                   | Estadio General Rumiñahui                             |
| Club Deportivo Juventud               | Quito (Guayllabamba)    | Estadio General Rumiñahui                             |
| Aussie Fútbol Club                    | Quito (Guayllabamba)    | Estadio de la Liga Parroquial de Guayllabamba         |
| Juventud Independiente Tabacundo      | Tabacundo               | Estadio de la Liga Deportiva Cantonal de Tabacundo    |
| Universidad San Francisco de Quito    | Quito (Cumbayá)         | Estadio del Complejo de IDV                           |
| Cuniburo Fútbol Club                  | Cayambe                 | Estadio Olímpico Guillermo Albornoz                   |
| Club Deportivo Espoli                 | Quito                   | Estadio General Rumiñahui                             |
| Club Deportivo Da Encarnação          | Quito                   | Estadio de la Liga Barrial de Carcelén                |
| Galácticos Fútbol Club                | Pedro Vicente Maldonado | Estadio Parroquial San Antonio de Pichincha           |
| Casa Deportiva Cumbre Alta            | Quito                   | Estadio de la Liga Parroquial de Llano Chico          |
| Club Real Puerto Quito                | Puerto Quito            | Estadio de la Liga Deportiva Cantonal de Puerto Quito |

## Equipos por cantón
| Cantón                  | N.º | Equipos |
| ----------------------- | --- | --- |
| Quito                   | 10  | - Deportivo Quito - Aampetra - Aussie - Espoli - Juventud - Da Encarnação - Universidad San Francisco - Deportivo Meridiano - Miguel Iturralde - Cumbre Alta |
| Cayambe                 | 2   | - Rayo - Cuniburo |
| Pedro Vicente Maldonado | 1   | - Galácticos |
| Pedro Moncayo           | 1   | - JIT |
| Puerto Quito            | 1   | - Real Puerto Quito |

## Primera fase

### Grupo A

#### Clasificación
| Pos. | Equipo            | Pts. | PJ | G | E | P | GF | GC | Dif. | Clasificación   |
| ---- | ----------------- | ---- | -- | - | - | - | -- | -- | ---- | --------------- |
| 1    | Cuniburo          | 16   | 6  | 5 | 1 | 0 | 18 | 5  | +13  | Hexagonal final |
| 2    | Aampetra          | 15   | 7  | 5 | 0 | 2 | 26 | 9  | +17  | Hexagonal final |
| 3    | Da Encarnação     | 7    | 7  | 2 | 1 | 4 | 11 | 14 | −3   |                 |
| 4    | Real Puerto Quito | 7    | 7  | 2 | 1 | 4 | 13 | 23 | −10  |                 |
| 5    | Aussie            | 4    | 7  | 1 | 1 | 5 | 8  | 25 | −17  |                 |

 Fuente: AFNA Pichincha, @AscensoEcuador, GALA Deporte
Criterios de clasificación: 1) Puntos; 2) Diferencia de goles; 3) Goles marcados; 4) Goles de visitante

#### Evolución de la clasificación
| Equipo / Fecha    | 1 | 2 | 3 | 4 | 5 | 6 | 7 | 8 | 9 | 10 |
| ----------------- | - | - | - | - | - | - | - | - | - | -- |
| Cuniburo          | 1 | 1 | 1 | 1 | 1 | 1 | 1 | 1 | 1 | 1  |
| Aampetra          | 3 | 4 | 5 | 3 | 4 | 2 | 2 | 2 | 2 | 2  |
| Da Encarnação     | 4 | 2 | 3 | 4 | 2 | 3 | 3 | 3 | 3 | 3  |
| Real Puerto Quito | 5 | 5 | 4 | 5 | 5 | 5 | 5 | 4 | 4 | 4  |
| Aussie            | 2 | 3 | 2 | 2 | 3 | 4 | 4 | 5 | 5 | 5  |

1. 1 2  Tuvieron un partido pendiente entre la 8.ª y la 9.ª fecha.
2. 1 2  Tuvieron un partido pendiente entre la 5.ª y la 8.ª fecha.

#### Resultados
- Los horarios corresponden al huso horario de Ecuador: (UTC-5).

| Aussie            | 2 - 1 | Da Encarnação | Liga Parr. de Guayllabamba | 9 de abril  | 11:00 |
| Real Puerto Quito | 1 - 5 | Cuniburo      | Liga Barrial de San Carlos | 10 de abril | 13:00 |
| Libre: Aampetra   |       |               |                            |             |       |

| Cuniburo                 | 2 - 0 | Aussie   | Olímpico Guillermo Albornoz | 16 de abril | 11:00 |
| Da Encarnação            | 4 - 1 | Aampetra | Liga Barrial de Carcelén    | 17 de abril | 11:00 |
| Libre: Real Puerto Quito |       |          |                             |             |       |

| Aussie               | 2 - 2 | Real Puerto Quito | Liga Parr. de Guayllabamba | 23 de abril | 11:00 |
| Aampetra             | 0 - 1 | Cuniburo          | General Rumiñahui          | 23 de abril | 11:15 |
| Libre: Da Encarnação |       |                   |                            |             |       |

| Cuniburo          | 4 - 2 | Da Encarnação | Olímpico Guillermo Albornoz | 1 de mayo | 11:15 |
| Real Puerto Quito | 0 - 5 | Aampetra      | LDC de Puerto Quito         | 1 de mayo | 12:00 |
| Libre: Aussie     |       |               |                             |           |       |

| Da Encarnação   | 1 - 0 | Real Puerto Quito | Liga Barrial de Carcelén   | 7 de mayo  | 13:00 |
| Aampetra        | 6 - 1 | Aussie            | Liga Barrial de San Carlos | 1 de junio | 10:00 |
| Libre: Cuniburo |       |                   |                            |            |       |

| Aussie            | 1 - 4 | Aampetra      | Liga Parr. de Guayllabamba | 14 de mayo | 11:15 |
| Real Puerto Quito | 3 - 0 | Da Encarnação | LDC de Puerto Quito        | 15 de mayo | 13:00 |
| Libre: Cuniburo   |       |               |                            |            |       |

| Da Encarnação | 2 - 2 | Cuniburo          | Liga Barrial de San Carlos | 21 de mayo | 11:15 |
| Aampetra      | 8 - 1 | Real Puerto Quito | General Rumiñahui          | 21 de mayo | 14:30 |
| Libre: Aussie |       |                   |                            |            |       |

| Real Puerto Quito    | 6 - 2 | Aussie   | LDC de Puerto Quito | 29 de mayo     | 13:00          |
| Cuniburo             | -     | Aampetra | No se programó      | No se programó | No se programó |
| Libre: Da Encarnação |       |          |                     |                |                |

| Aussie                   | 0 - 4 | Cuniburo      | Liga Parr. de Guayllabamba | 4 de junio | 11:00 |
| Aampetra                 | 2 - 1 | Da Encarnação | Liga Barrial de San Carlos | 4 de junio | 15:00 |
| Libre: Real Puerto Quito |       |               |                            |            |       |

| Cuniburo        | - | Real Puerto Quito | No se programó | No se programó | No se programó |
| Da Encarnação   | - | Aussie            | No se programó | No se programó | No se programó |
| Libre: Aampetra |   |                   |                |                |                |

#### Tabla de resultados cruzados
| Local \ Visitante | AAM | ENC | RPQ | AUS | CUN |
| ----------------- | --- | --- | --- | --- | --- |
| Aampetra          | —   | 2–1 | 8–1 | 6–1 | 0–1 |
| Da Encarnação     | 4–1 | —   | 1–0 | —   | 2–2 |
| Real Puerto Quito | 0–5 | 3–0 | —   | 6–2 | 1–5 |
| Aussie            | 1–4 | 2–1 | 2–2 | —   | 0–4 |
| Cuniburo          | —   | 4–2 | —   | 2–0 | —   |

### Grupo B

#### Clasificación
| Pos. | Equipo           | Pts. | PJ | G | E | P | GF | GC | Dif. | Clasificación   |
| ---- | ---------------- | ---- | -- | - | - | - | -- | -- | ---- | --------------- |
| 1    | Deportivo Quito  | 13   | 8  | 3 | 4 | 1 | 11 | 7  | +4   | Hexagonal final |
| 2    | Miguel Iturralde | 13   | 8  | 3 | 4 | 1 | 9  | 7  | +2   | Hexagonal final |
| 3    | Juventud         | 10   | 8  | 2 | 4 | 2 | 9  | 9  | 0    |                 |
| 4    | Cumbre Alta      | 9    | 8  | 2 | 3 | 3 | 7  | 9  | −2   |                 |
| 5    | JIT              | 6    | 8  | 1 | 3 | 4 | 8  | 12 | −4   |                 |

 Fuente: AFNA Pichincha, @AscensoEcuador, GALA Deporte
Criterios de clasificación: 1) Puntos; 2) Diferencia de goles; 3) Goles marcados; 4) Goles de visitante

#### Evolución de la clasificación
| Equipo / Fecha   | 1 | 2 | 3 | 4 | 5 | 6 | 7 | 8 | 9 | 10 |
| ---------------- | - | - | - | - | - | - | - | - | - | -- |
| Deportivo Quito  | 1 | 1 | 2 | 1 | 1 | 1 | 1 | 1 | 1 | 1  |
| Miguel Iturralde | 5 | 5 | 3 | 4 | 2 | 2 | 2 | 2 | 2 | 2  |
| Juventud         | 4 | 3 | 4 | 3 | 4 | 4 | 4 | 4 | 3 | 3  |
| Cumbre Alta      | 2 | 2 | 1 | 2 | 3 | 3 | 3 | 3 | 4 | 4  |
| JIT              | 3 | 4 | 5 | 5 | 5 | 5 | 5 | 5 | 5 | 5  |

#### Resultados
- Los horarios corresponden al huso horario de Ecuador: (UTC-5).

| JIT              | 0 - 0 | Cumbre Alta     | LDC de Tabacundo  | 10 de abril | 12:00 |
| Miguel Iturralde | 1 - 3 | Deportivo Quito | General Rumiñahui | 10 de abril | 14:00 |
| Libre: Juventud  |       |                 |                   |             |       |

| Cumbre Alta     | 1 - 1 | Miguel Iturralde | Liga Barrial de San Carlos | 16 de abril | 11:00 |
| Deportivo Quito | 1 - 1 | Juventud         | Olímpico Atahualpa         | 17 de abril | 12:00 |
| Libre: JIT      |       |                  |                            |             |       |

| Miguel Iturralde       | 2 - 1 | JIT         | Liga Parr. de Calderón | 23 de abril | 12:00 |
| Juventud               | 0 - 1 | Cumbre Alta | General Rumiñahui      | 25 de abril | 11:00 |
| Libre: Deportivo Quito |       |             |                        |             |       |

| Cumbre Alta             | 1 - 2 | Deportivo Quito | Olímpico Atahualpa | 30 de abril | 11:15 |
| JIT                     | 2 - 3 | Juventud        | LDC de Tabacundo   | 1 de mayo   | 12:30 |
| Libre: Miguel Iturralde |       |                 |                    |             |       |

| Deportivo Quito    | 1 - 1 | JIT              | Olímpico Atahualpa | 7 de mayo | 18:15 |
| Juventud           | 0 - 2 | Miguel Iturralde | General Rumiñahui  | 8 de mayo | 11:15 |
| Libre: Cumbre Alta |       |                  |                    |           |       |

| JIT                | 0 - 2 | Deportivo Quito | LDC de Tabacundo           | 15 de mayo | 11:15 |
| Miguel Iturralde   | 0 - 0 | Juventud        | Liga Parr. de Guayllabamba | 15 de mayo | 12:00 |
| Libre: Cumbre Alta |       |                 |                            |            |       |

| Juventud                | 2 - 0 | JIT         | Liga Parr. de Guayllabamba | 21 de mayo | 11:00 |
| Deportivo Quito         | 0 - 1 | Cumbre Alta | Olímpico Atahualpa         | 21 de mayo | 18:00 |
| Libre: Miguel Iturralde |       |             |                            |            |       |

| Cumbre Alta            | 1 - 1 | Juventud         | Liga Barrial de San Carlos | 28 de mayo | 11:15 |
| JIT                    | 1 - 1 | Miguel Iturralde | LDC de Tabacundo           | 29 de mayo | 12:30 |
| Libre: Deportivo Quito |       |                  |                            |            |       |

| Miguel Iturralde | 2 - 1 | Cumbre Alta     | Liga Parr. de Guayllabamba | 5 de junio | 11:15 |
| Juventud         | 2 - 2 | Deportivo Quito | General Rumiñahui          | 5 de junio | 11:15 |
| Libre: JIT       |       |                 |                            |            |       |

| Deportivo Quito | 0 - 0 | Miguel Iturralde | Olímpico Atahualpa         | 12 de junio | 11:15 |
| Cumbre Alta     | 1 - 3 | JIT              | Liga Barrial de San Carlos | 12 de junio | 11:15 |
| Libre: Juventud |       |                  |                            |             |       |

#### Tabla de resultados cruzados
| Local \ Visitante | JUV | SDQ | CAL | MGI | JIT |
| ----------------- | --- | --- | --- | --- | --- |
| Juventud          | —   | 2–2 | 0–1 | 0–2 | 2–0 |
| Deportivo Quito   | 1–1 | —   | 0–1 | 0–0 | 1–1 |
| Cumbre Alta       | 1–1 | 1–2 | —   | 1–1 | 1–3 |
| Miguel Iturralde  | 0–0 | 1–3 | 2–1 | —   | 2–1 |
| JIT               | 2–3 | 0–2 | 0–0 | 1–1 | —   |

### Grupo C

#### Clasificación
| Pos. | Equipo                    | Pts. | PJ | G | E | P | GF | GC | Dif. | Clasificación   |
| ---- | ------------------------- | ---- | -- | - | - | - | -- | -- | ---- | --------------- |
| 1    | Espoli                    | 21   | 8  | 7 | 0 | 1 | 33 | 7  | +26  | Hexagonal final |
| 2    | Universidad San Francisco | 17   | 8  | 5 | 2 | 1 | 17 | 6  | +11  | Hexagonal final |
| 3    | Deportivo Meridiano       | 14   | 8  | 4 | 2 | 2 | 20 | 8  | +12  |                 |
| 4    | Rayo                      | 6    | 8  | 2 | 0 | 6 | 13 | 25 | −12  |                 |
| 5    | Galácticos                | 0    | 8  | 0 | 0 | 8 | 2  | 39 | −37  |                 |

 Fuente: AFNA Pichincha, @AscensoEcuador, GALA Deporte
Criterios de clasificación: 1) Puntos; 2) Diferencia de goles; 3) Goles marcados; 4) Goles de visitante

#### Evolución de la clasificación
| Equipo / Fecha            | 1 | 2 | 3 | 4 | 5 | 6 | 7 | 8 | 9 | 10 |
| ------------------------- | - | - | - | - | - | - | - | - | - | -- |
| Espoli                    | 3 | 3 | 1 | 1 | 1 | 1 | 1 | 1 | 1 | 1  |
| Universidad San Francisco | 2 | 1 | 2 | 2 | 3 | 3 | 3 | 3 | 2 | 2  |
| Deportivo Meridiano       | 1 | 2 | 4 | 3 | 2 | 2 | 2 | 2 | 3 | 3  |
| Rayo                      | 4 | 4 | 3 | 4 | 4 | 4 | 4 | 4 | 4 | 4  |
| Galácticos                | 5 | 5 | 5 | 5 | 5 | 5 | 5 | 5 | 5 | 5  |

#### Resultados
- Los horarios corresponden al huso horario de Ecuador: (UTC-5).

| Galácticos    | 1 - 5 | Deportivo Meridiano       | San Antonio de Pichincha | 9 de abril  | 11:00 |
| Rayo          | 0 - 2 | Universidad San Francisco | Gilberto Rueda Bedoya    | 10 de abril | 12:00 |
| Libre: Espoli |       |                           |                          |             |       |

| Deportivo Meridiano       | 1 - 3 | Espoli     | Liga Parr. de Pomasqui | 16 de abril | 11:00 |
| Universidad San Francisco | 2 - 1 | Galácticos | Complejo IDV           | 17 de abril | 10:00 |
| Libre: Rayo               |       |            |                        |             |       |

| Galácticos                 | 0 - 6 | Rayo                      | San Antonio de Pichincha | 22 de abril | 13:00 |
| Espoli                     | 2 - 1 | Universidad San Francisco | General Rumiñahui        | 23 de abril | 14:00 |
| Libre: Deportivo Meridiano |       |                           |                          |             |       |

| Rayo                      | 1 - 3 | Espoli              | Olímpico Guillermo Albornoz | 30 de abril | 15:00 |
| Universidad San Francisco | 1 - 1 | Deportivo Meridiano | Complejo IDV                | 1 de mayo   | 11:00 |
| Libre: Galácticos         |       |                     |                             |             |       |

| Deportivo Meridiano              | 6 - 0 | Rayo       | Liga Parr. de Pomasqui | 7 de mayo | 11:00 |
| Espoli                           | 6 - 0 | Galácticos | General Rumiñahui      | 7 de mayo | 11:00 |
| Libre: Universidad San Francisco |       |            |                        |           |       |

| Galácticos                       | 0 - 7 | Espoli              | San Antonio de Pichincha    | 13 de mayo | 13:00 |
| Rayo                             | 1 - 3 | Deportivo Meridiano | Olímpico Guillermo Albornoz | 15 de mayo | 12:00 |
| Libre: Universidad San Francisco |       |                     |                             |            |       |

| Espoli              | 8 - 1 | Rayo                      | General Rumiñahui      | 20 de mayo | 11:00 |
| Deportivo Meridiano | 0 - 0 | Universidad San Francisco | Liga Parr. de Pomasqui | 21 de mayo | 11:15 |
| Libre: Galácticos   |       |                           |                        |            |       |

| Rayo                       | 4 - 0 | Galácticos | Olímpico Guillermo Albornoz | 28 de mayo | 12:00 |
| Universidad San Francisco  | 3 - 2 | Espoli     | Complejo IDV                | 29 de mayo | 11:15 |
| Libre: Deportivo Meridiano |       |            |                             |            |       |

| Galácticos  | 0 - 5 | Universidad San Francisco | Liga Barrial de San Carlos | 4 de junio | 11:15 |
| Espoli      | 2 - 0 | Deportivo Meridiano       | General Rumiñahui          | 4 de junio | 11:15 |
| Libre: Rayo |       |                           |                            |            |       |

| Universidad San Francisco | 3 - 0 | Rayo       | Complejo IDV           | 11 de junio | 11:15 |
| Deportivo Meridiano       | 4 - 0 | Galácticos | Liga Parr. de Pomasqui | 11 de junio | 11:15 |
| Libre: Espoli             |       |            |                        |             |       |

#### Tabla de resultados cruzados
| Local \ Visitante         | ESP | RAY | USF | MER | GAL |
| ------------------------- | --- | --- | --- | --- | --- |
| Espoli                    | —   | 8–1 | 2–1 | 2–0 | 6–0 |
| Rayo                      | 1–3 | —   | 0–2 | 1–3 | 4–0 |
| Universidad San Francisco | 3–2 | 3–0 | —   | 1–1 | 2–1 |
| Deportivo Meridiano       | 1–3 | 6–0 | 0–0 | —   | 4–0 |
| Galácticos                | 0–7 | 0–6 | 0–5 | 1–5 | —   |

## Hexagonal final

### Clasificación
| Pos. | Equipo                    | Pts. | PJ | G | E | P | GF | GC | Dif. |  |
| ---- | ------------------------- | ---- | -- | - | - | - | -- | -- | ---- |  |
| 1    | Aampetra                  | 19   | 10 | 5 | 4 | 1 | 20 | 13 | +7   |  |
| 2    | Deportivo Quito           | 17   | 10 | 4 | 5 | 1 | 9  | 6  | +3   |  |
| 3    | Cuniburo                  | 16   | 10 | 4 | 4 | 2 | 15 | 11 | +4   |  |
| 4    | Miguel Iturralde          | 13   | 10 | 3 | 4 | 3 | 14 | 10 | +4   |  |
| 5    | Espoli                    | 12   | 10 | 3 | 3 | 4 | 15 | 15 | 0    |  |
| 6    | Universidad San Francisco | 2    | 10 | 0 | 2 | 8 | 7  | 25 | −18  |  |

 Fuente: AFNA Pichincha, GALA Deporte
Criterios de clasificación: 1) Puntos; 2) Diferencia de goles; 3) Goles marcados; 4) Goles de visitante
|  | Campeón. Clasificado a los play-offs de Segunda Categoría 2022.    |
|  | Subcampeón. Clasificado a los play-offs de Segunda Categoría 2022. |
|  | Clasificados a los play-offs de Segunda Categoría 2022.            |

### Evolución de la clasificación
| Equipo / Fecha            | 1 | 2 | 3 | 4 | 5 | 6 | 7 | 8 | 9 | 10 |
| ------------------------- | - | - | - | - | - | - | - | - | - | -- |
| Aampetra                  | 2 | 5 | 4 | 4 | 3 | 2 | 2 | 2 | 1 | 1  |
| Deportivo Quito           | 5 | 4 | 2 | 3 | 4 | 4 | 4 | 3 | 2 | 2  |
| Cuniburo                  | 3 | 3 | 3 | 2 | 2 | 1 | 1 | 1 | 3 | 3  |
| Miguel Iturralde          | 4 | 2 | 5 | 5 | 5 | 5 | 5 | 5 | 4 | 4  |
| Espoli                    | 1 | 1 | 1 | 1 | 1 | 3 | 3 | 4 | 5 | 5  |
| Universidad San Francisco | 6 | 6 | 6 | 6 | 6 | 6 | 6 | 6 | 6 | 6  |

### Resultados
- Los horarios corresponden al huso horario de Ecuador: (UTC-5).

| Espoli           | 3 - 0 | Universidad San Francisco | General Rumiñahui  | 2 de julio | 11:15 |
| Miguel Iturralde | 0 - 1 | Cuniburo                  | General Rumiñahui  | 3 de julio | 11:15 |
| Deportivo Quito  | 0 - 2 | Aampetra                  | Olímpico Atahualpa | 6 de julio | 19:00 |

| Aampetra                  | 0 - 4 | Espoli           | General Rumiñahui           | 9 de julio  | 11:15 |
| Cuniburo                  | 0 - 1 | Deportivo Quito  | Olímpico Guillermo Albornoz | 10 de julio | 11:15 |
| Universidad San Francisco | 0 - 4 | Miguel Iturralde | Complejo IDV                | 10 de julio | 11:15 |

| Cuniburo         | 0 - 0 | Aampetra                  | Olímpico Guillermo Albornoz | 16 de julio | 11:15 |
| Miguel Iturralde | 0 - 1 | Espoli                    | Liga Parr. de Guayllabamba  | 16 de julio | 11:15 |
| Deportivo Quito  | 1 - 0 | Universidad San Francisco | Olímpico Atahualpa          | 16 de julio | 18:00 |

| Aampetra                  | 2 - 2 | Miguel Iturralde | General Rumiñahui  | 20 de julio | 11:15 |
| Universidad San Francisco | 0 - 2 | Cuniburo         | Francisco Reinoso  | 20 de julio | 14:30 |
| Espoli                    | 0 - 0 | Deportivo Quito  | Olímpico Atahualpa | 21 de julio | 19:00 |

| Cuniburo                  | 4 - 1 | Espoli           | Olímpico Guillermo Albornoz | 24 de julio | 10:00 |
| Universidad San Francisco | 1 - 5 | Aampetra         | Complejo IDV                | 24 de julio | 11:15 |
| Deportivo Quito           | 0 - 0 | Miguel Iturralde | General Rumiñahui           | 24 de julio | 12:00 |

| Espoli           | 1 - 2 | Cuniburo                  | Liga Parr. de Guayllabamba | 30 de julio | 10:00 |
| Aampetra         | 3 - 1 | Universidad San Francisco | General Rumiñahui          | 30 de julio | 14:30 |
| Miguel Iturralde | 0 - 0 | Deportivo Quito           | General Rumiñahui          | 31 de julio | 15:00 |

| Cuniburo         | 2 - 2 | Universidad San Francisco | Olímpico Guillermo Albornoz | 6 de agosto | 11:45 |
| Deportivo Quito  | 2 - 2 | Espoli                    | Olímpico Atahualpa          | 7 de agosto | 10:00 |
| Miguel Iturralde | 1 - 2 | Aampetra                  | General Rumiñahui           | 7 de agosto | 12:15 |

| Aampetra                  | 1 - 1 | Cuniburo         | General Rumiñahui | 20 de agosto | 12:00 |
| Espoli                    | 0 - 2 | Miguel Iturralde | General Rumiñahui | 20 de agosto | 15:30 |
| Universidad San Francisco | 0 - 1 | Deportivo Quito  | Complejo IDV      | 21 de agosto | 12:15 |

| Deportivo Quito  | 3 - 1 | Cuniburo                  | General Rumiñahui | 24 de agosto | 10:00 |
| Espoli           | 2 - 4 | Aampetra                  | General Rumiñahui | 24 de agosto | 12:30 |
| Miguel Iturralde | 3 - 2 | Universidad San Francisco | General Rumiñahui | 24 de agosto | 15:30 |

| Aampetra                  | 1 - 1 | Deportivo Quito  | General Rumiñahui          | 27 de agosto | 11:30 |
| Cuniburo                  | 2 - 2 | Miguel Iturralde | Liga Barrial de San Carlos | 27 de agosto | 11:30 |
| Universidad San Francisco | 1 - 1 | Espoli           | Complejo IDV               | 28 de agosto | 12:30 |

### Tabla de resultados cruzados
| Local \ Visitante         | AAM | CUN | SDQ | ESP | MGI | USF |
| ------------------------- | --- | --- | --- | --- | --- | --- |
| Aampetra                  | —   | 1–1 | 1–1 | 0–4 | 2–2 | 3–1 |
| Cuniburo                  | 0–0 | —   | 0–1 | 4–1 | 2–2 | 2–2 |
| Deportivo Quito           | 0–2 | 3–1 | —   | 2–2 | 0–0 | 1–0 |
| Espoli                    | 2–4 | 1–2 | 0–0 | —   | 0–2 | 3–0 |
| Miguel Iturralde          | 1–2 | 0–1 | 0–0 | 0–1 | —   | 3–2 |
| Universidad San Francisco | 1–5 | 0–2 | 0–1 | 1–1 | 0–4 | —   |

### Campeón
| Bandera de Quito |
| Club Deportivo Mayor Pedro Traversari 2.° título Clasificado a los play-offs de la Segunda Categoría 2022 y a la Copa Ecuador 2023. |

## Clasificación general
| Pos. | Equipos             | Prom. | Pts. | PJ | PG | PE | PP | GF | GC | Dif. | Fase en la que concluyó su participación |
| ---- | ------------------- | ----- | ---- | -- | -- | -- | -- | -- | -- | ---- | ---------------------------------------- |
| 1.   | Aampetra (C)        | 2.000 | 34   | 17 | 10 | 4  | 3  | 46 | 22 | +24  | Hexagonal final                          |
| 2.   | Deportivo Quito     | 1.667 | 30   | 18 | 7  | 9  | 2  | 20 | 13 | +7   | Hexagonal final                          |
| 3.   | Cuniburo            | 2.000 | 32   | 16 | 9  | 5  | 2  | 33 | 16 | +17  | Hexagonal final                          |
| 4.   | Miguel Iturralde    | 1.444 | 26   | 18 | 6  | 8  | 4  | 23 | 17 | +6   | Hexagonal final                          |
| 5.   | Espoli              | 1.833 | 33   | 18 | 10 | 3  | 5  | 48 | 22 | +26  | Hexagonal final                          |
| 6.   | Univ. San Francisco | 1.056 | 19   | 18 | 5  | 4  | 9  | 24 | 31 | −7   | Hexagonal final                          |
| 7.   | Deportivo Meridiano | 1.750 | 14   | 8  | 4  | 2  | 2  | 20 | 8  | +12  | Primera fase                             |
| 8.   | Juventud            | 1.250 | 10   | 8  | 2  | 4  | 2  | 9  | 9  | 0    | Primera fase                             |
| 9.   | Cumbre Alta         | 1.125 | 9    | 8  | 2  | 3  | 3  | 7  | 9  | −2   | Primera fase                             |
| 10.  | Da Encarnação       | 1.000 | 7    | 7  | 2  | 1  | 4  | 11 | 14 | −3   | Primera fase                             |
| 11.  | Real Puerto Quito   | 1.000 | 7    | 7  | 2  | 1  | 4  | 13 | 23 | −10  | Primera fase                             |
| 12.  | JIT                 | 0.750 | 6    | 8  | 1  | 3  | 4  | 8  | 12 | −4   | Primera fase                             |
| 13.  | Rayo                | 0.750 | 6    | 8  | 2  | 0  | 6  | 13 | 25 | −12  | Primera fase                             |
| 14.  | Aussie              | 0.571 | 4    | 7  | 1  | 1  | 5  | 8  | 25 | −17  | Primera fase                             |
| 15.  | Galácticos          | 0.000 | 0    | 8  | 0  | 0  | 8  | 2  | 39 | −37  | Primera fase                             |

## Clasificados a los play-offs del Ascenso Nacional 2022
| Bandera de Quito | Bandera de Quito |            | Bandera de Quito | Bandera de Quito |
| Aampetra         | Deportivo Quito  | Cuniburo   | Miguel Iturralde | Espoli           |
| Campeón          | Subcampeón       | 3.° puesto | 4.° puesto       | 5.° puesto       |
| 27/8/2022        | 27/8/2022        | 27/8/2022  | 28/8/2022        | 28/8/2022        |